# Danh sách câu lạc bộ bóng đá ở Belarus
Đây là danh sách các câu lạc bộ bóng đá ở Belarus.
- BATE Borisov
- FC Belshina
- FC Darida
- FC Dinamo Brest
- FC Dinamo Minsk
- FC Dnepr Mahilyow
- FC Gomel
- FC Lokomotiv Minsk
- FK Vitebsk
- FC MTZ-RIPO
- FC Naftan
- FC Neman Grodno
- FC Shakhtyor
- FC Torpedo Zhodino
- FC Zvezda-BGU
- FC Mozyr-ZLiN — trước đây là FC Slavia Mozyr
- FC Minsk — trước đây là Torpedo Minsk
- FC Smorgon
- Savit Mahilyou
- Hranit Mikashevichy